# Porta Velvary
La porta Velvary (in ceco Velvarská brána) si trova a Slaný, comune del Distretto di Kladno, Boemia Centrale in Repubblica Ceca. La porta è l'unica che si conserva integra delle originarie quattro porte cittadine ed è considerata un monumento culturale nazionale. Faceva parte delle fortificazioni della città costruite alla fine del XIII secolo. Venne completata nel XV secolo e fu restaurata nel 1868 e alla fine del XX secolo.

## Storia

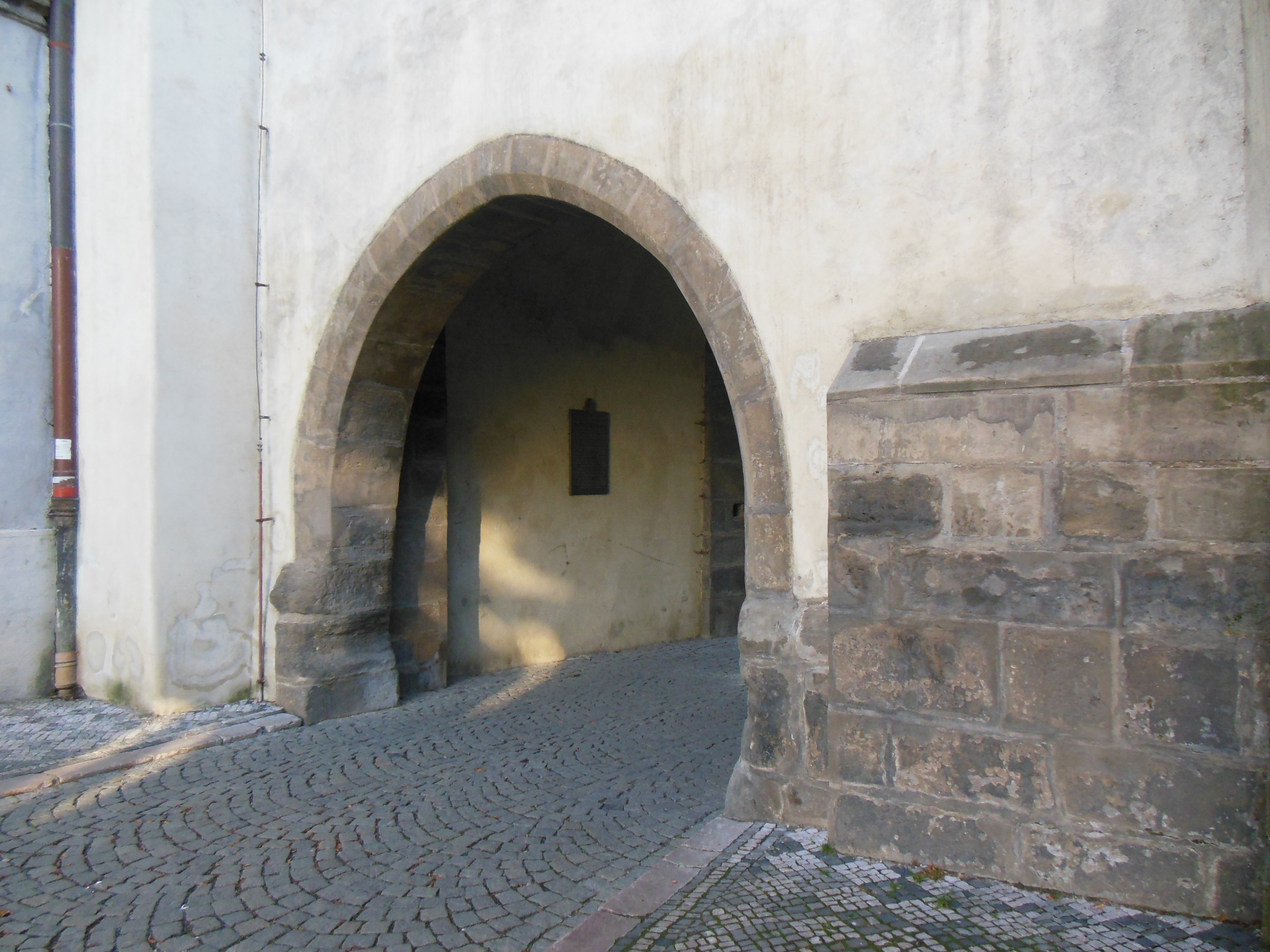
Volto del passaggio sotto la torre

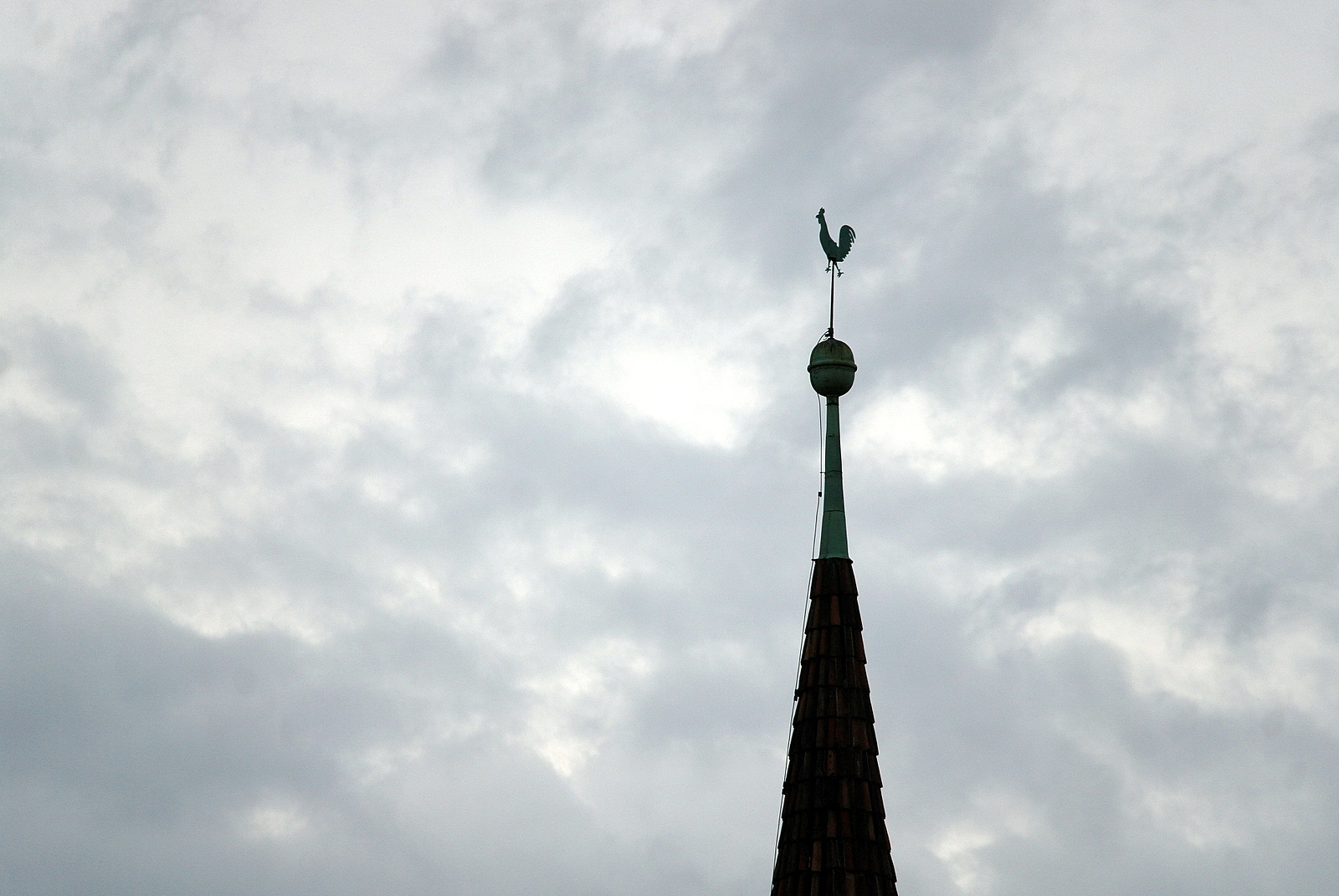
Gallo di rame, simbolo di vigilanza, posto sulla cuspide della torre

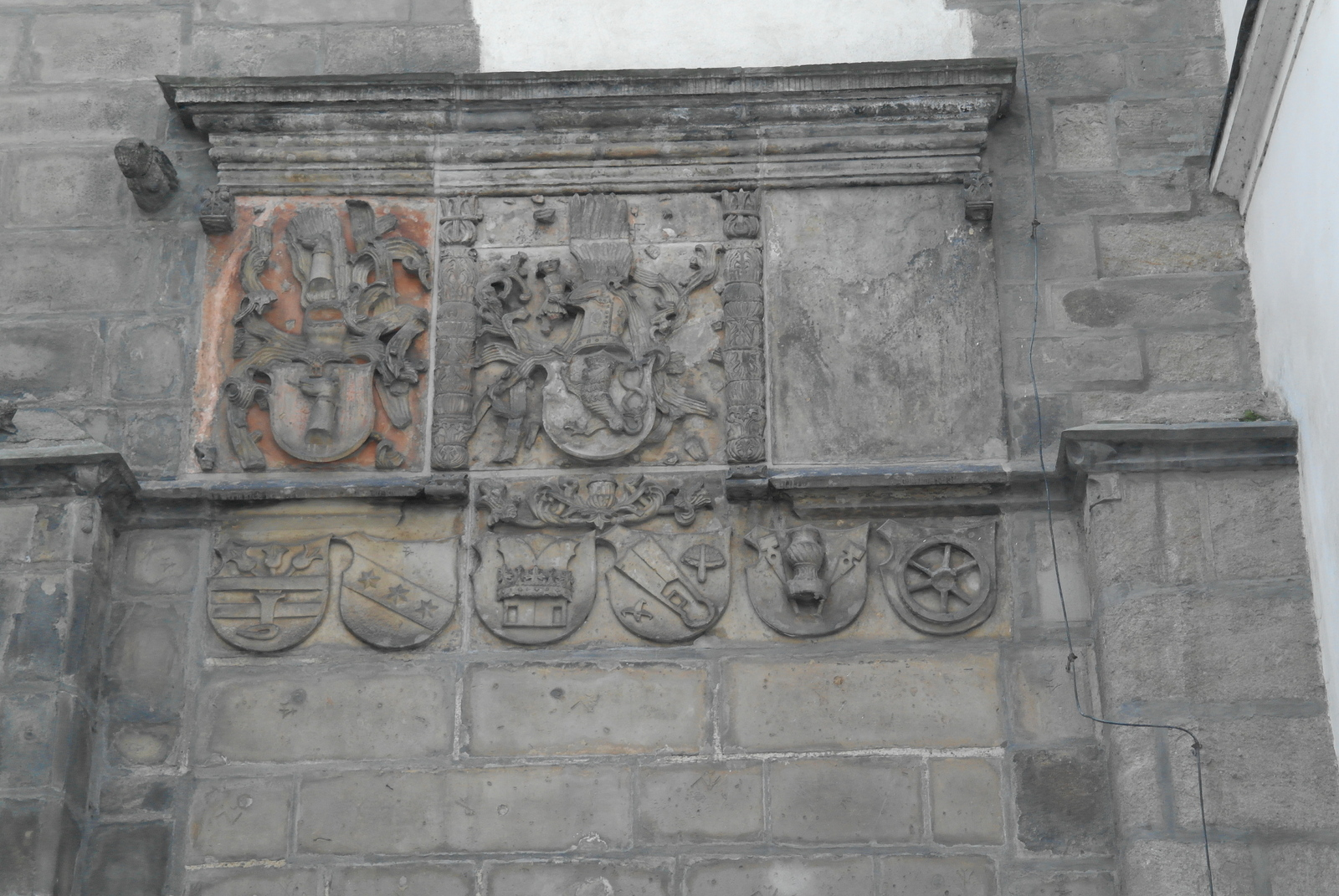
Decorazioni sulla parete della porta

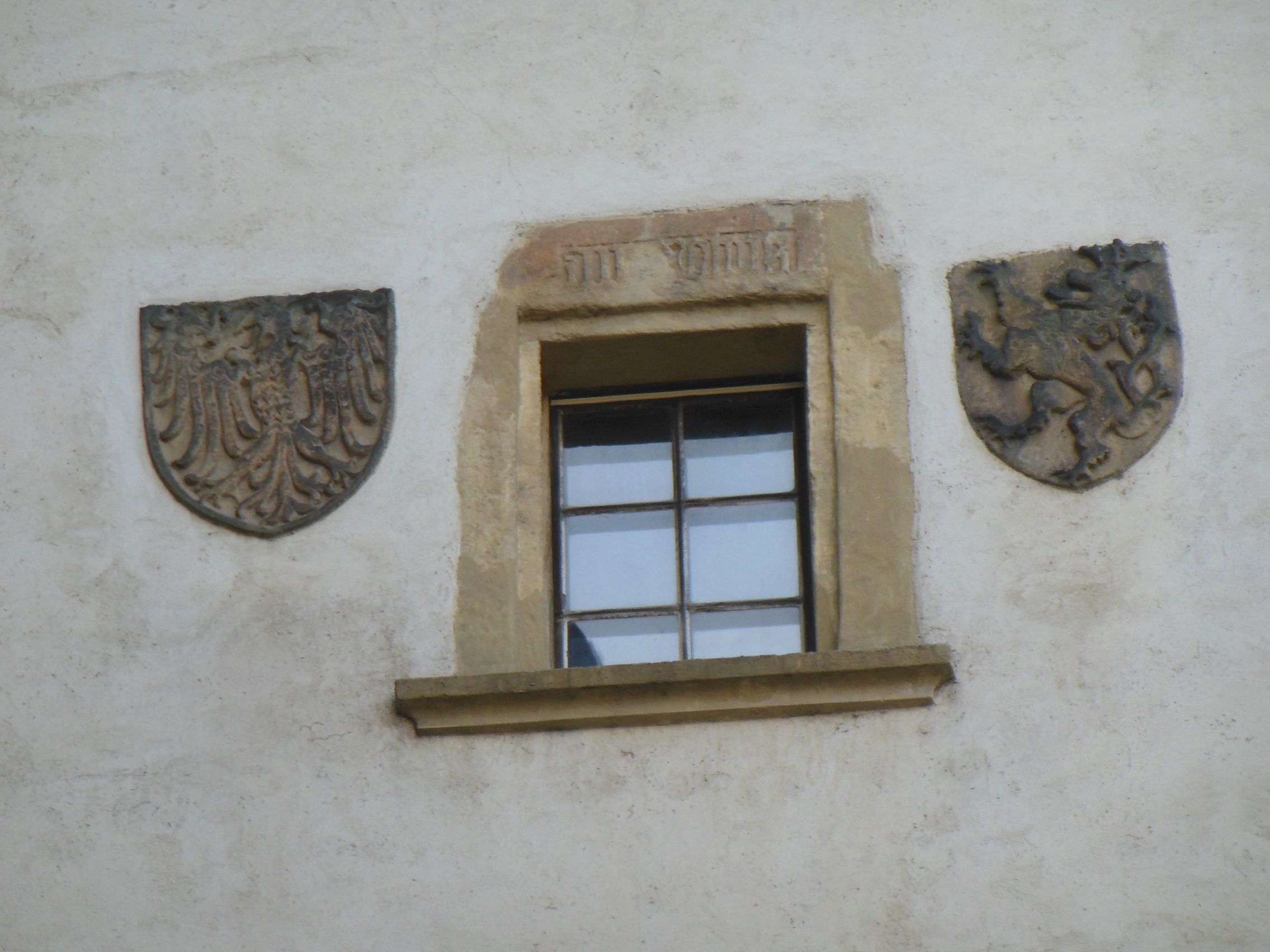
Finestra con, ai lati, stemmi cittadini

La cinta muraria cittadina risale al XIII secolo, in epoca precedente le guerre hussite. La porta Velvary fu costruita cira un secolo più tardi e poi completata durante il regno di Giorgio di Boemia quando venne chiamata porta nuova. Che la torre sia stata completata nella seconda metà del XV secolo è testimoniato anche dai resti della sua decorazione plastica. La porta originariamente era costituita da un bastione merlato e un ponte sul fossato asciutto ed era inoltre protetta dal bastione sul lato sinistro in direzione del vicino sobborgo. Questa forma tardogotica della seconda metà del XV secolo rimase immutata nei secoli successivi. Nel XVI secolo la struttura si incendiò più volte e fu restaurata conservandone le decorazioni e lo stile architettonico. Nel 1795 vi fu trasferita la campana chiamata dell'allarmedal municipio che era stato danneggiato da un incendio. Prima di allora la campana veniva chiamata della pace e serviva per convocare il consiglio comunale. Durante la demolizione delle mura cittadine per la costruzione della strada Litoměřice negli anni tra il 1823 e il 1824 furono demoliti i suoi bastioni e si pensò di demolire anche la porta stessa, anche se poi tale progetto non venne attuato e durante i restauri del 1868 sulla sommità della torre fu collocato un nuovo gallo di rame, un simbolo di vigilanza. Tale manufatto era una copia di quello originale risalente al 1612. Nel 1967 la porta, dopo nuovi interventi, divenne sede  del museo nazionale di Slaný. Gli ultimi restauri conservativi della porta vennero realizzati tra il 1993 e il 1994.

## Descrizione
La porta Velvary si trova a Slaný, comune della Boemia Centrale in Repubblica Ceca. Si tratta di uno dei monumenti storici cittadini più importanti. È uno dei numerosi resti delle fortificazioni della città, due linee di muri alte fino a 4 metri che erano separate da una recinzione e protetti da un fossato. Sui tre piani della torre si trova il percorso espositivo museale che illustra l'antico sistema di fortificazione della città. La torre è alta complessivamente 38 metri, il passaggio sotto il volto è lungo 8 metri e largo e alto quasi 5 metri.

### Monumento culturale della Repubblica Ceca
La tutela dei monumenti della Repubblica Ceca considera porta Velvary con le residue mura cittadine di Slaný un monumento culturale nazionale tutelato col numero di catalogo 1000128103.